# Distretto di Tangkak
Il Distretto di Tangkak è un distretto della Malaysia, fa parte dello stato dello Johor e il suo capoluogo è la città di Tangkak.